# Barthélemy Boganda

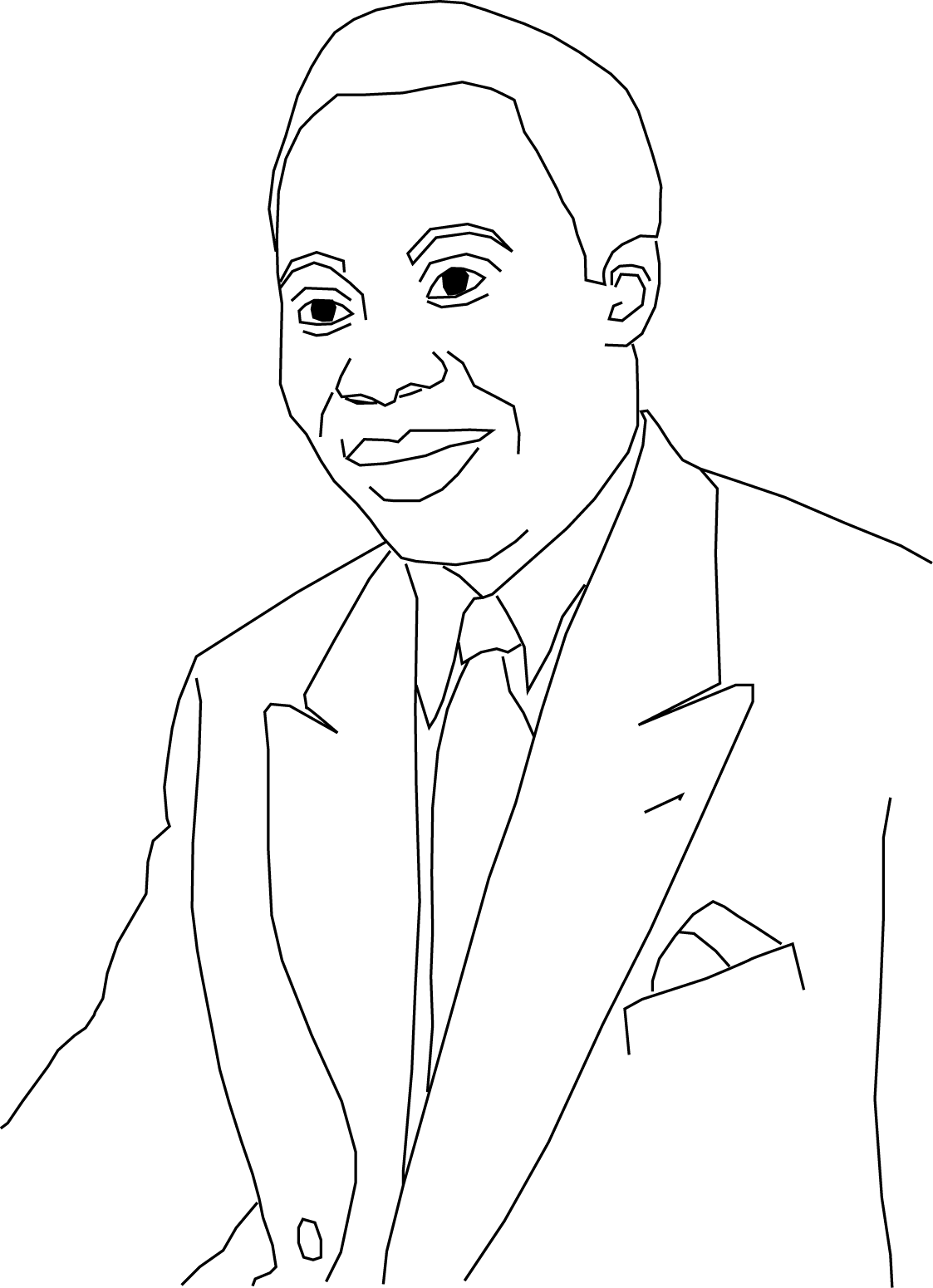
Teckning av Boganda.

Barthélémy Boganda, född 4 april 1910, död 29 mars 1959, var en centralafrikansk präst och politiker.
Boganda föddes på landsbygden i Lobaye. Från barndomen förde han med sig hemska minnen från kolonialisternas brutalitet. Hans mor blev mördad av en plantagevakt för att hon misslyckats med att samla in en tillräcklig mängd gummi. Samma öde mötte även hans farbror (som för övrigt var far till Jean-Bédel Bokassa).
Bogandas klara intelligens visade sig tidigt och 1921 sände en missionär honom till Bangui för utbildning på den katolska skolan. Han blev döpt och fick också det kristna förnamnet Barthélémy. År 1926 beslutade kyrkan om behovet av inhemska präster och Boganda kände sig kallad.
Efter inledande studier vid de mindre seminarierna i Brazzaville i Franska Kongo och Kisantu i Belgiska Kongo, följt av studier vid det stora seminariet i Yaoundé i Kamerun vigdes Boganda 1938 som den förste inhemske romersk-katolske prästen från Oubangi-Shari. Som präst understöddes han i sin kandidatur i valet till den franska Nationalförsamlingen i november 1946. Han fick det enda mandat som reserverats åt en ledamot från Afrika. Han kom emellertid att snart lämna såväl prästämbetet som det katolska politiska partiet.
Boganda valdes till borgmästare i Bangui och 1949 skapade han sitt eget parti Mouvement pour l'Évolution Sociale de l'Afrique Noire (MESAN). MESAN startade också en tidning, Terre Africaine. Partiet fick snabbt ett starkt stöd från byhövdingar och lokala ledare, vilket var mycket förmånligt då den lantliga befolkningen gavs rösträtt i mitten av 1950-talet. MESAN fick därmed en majoritet i det regionala parlament som skapas 1956.
Genom att MESAN formade systerpartier i Tchad och Franska Kongo, men också för att Boganda valdes som president för Franska Ekvatorialafrikas stora råd, framstod han alltmer som enande kraft för regionen. 1958 deltog en delegation från MESAN i en Panafrikansk konferens i Cotonou, där slutsatserna bland annat blev en önskan om ökad självständighet. Samma budskap fördes fram i ett tal av Boganda samma år, men där han underströk att de fyra staterna i Franska Ekvatorialafrika var alltför svaga för att bilda självständiga stater. Och även om Boganda i högsta grad var en frihetskämpe var han inte nöjd med den statsindelning européerna skapat i Afrika. Han menade att de afrikanska stammarnas utbredning inte begränsas av statsgränser, samtidigt som de fyra staterna i Ekvatorialafrika har det franska språket gemensamt. Därigenom skulle de kunna utgöra ett enat Latinafrika.
Vid folkomröstningen den 28 september 1958 uppmanade Boganda väljarna att rösta ja till självständighet. Strax därpå blev han premiärminister i den regionala regeringen, som dock fortfarande lydde under Frankrike. Han närde dock fortfarande visionen om Latinafrika, som han utvecklade i en framväxt i tre etapper:
1. Först en union mellan de fyra territorierna, under namnet Centralafrikanska republiken;
2. Ett sammangående mellan franska Kongo (dvs. det tidigare Franska Ekvatorialafrika) och belgiska Kongo.
3. Slutligen skapandet av Latinafrikas förenta stater, vilket förutom de båda Kongorepublikerna även inbegriper Kamerun, Rwanda, Burundi och Angola.

För denna union designade han Centralafrikanska republikens flagga, vilken än idag är i bruk.
Idéerna väckte dock föga entusiasm utanför student- och rena affärskretsar. Det var i princip endast i Kongo som de fick något så när politisk uppmärksamhet. Dessa planer gick slutligen fullständigt i graven 1959 då Boganda omkom i en flygkrasch i närheten av Bangui. Även om Boganda aldrig blev president, eller ens fick uppleva det självständiga Centralafrika, blev han den mest framstående politikern i de fyra kolonier som ingick i Franska Ekvatorialafrika och en afrikansk visionär i klass med Kwame Nkrumah, Julius Nyerere eller Patrice Lumumba.
Boganda fick oväntad uppmärksamhet i början av 1990-talet, då avsnitt 11 av TV-serien Indiana Jones äventyr handlade om hur huvudpersonen räddade Boganda som spädbarn ur en by där alla dött av sjukdom.